# U 632
U 632 war ein deutsches U-Boot vom Typ VII C der ehemaligen Kriegsmarine im Zweiten Weltkrieg. Es wurde bei Geleitzugschlachten im Nord- und Mittelatlantik eingesetzt.

## Technische Daten
U 632 gehörte zum siebten Bauauftrag, der von Seiten der Kriegsmarine an die Hamburger Blohm & Voss Werft erging. Dieser Bauauftrag umfasste 24 U-Boote – U 611 bis U 634 – alle vom Typ VII C. Ein solches Boot war 67 m lang und verdrängte unter Wasser 865 m³. Es verfügte über zwei Dieselmotoren, die über Wasser eine Geschwindigkeit von 17 kn (= 31,5 km/h) ermöglichten. Bei der Unterwasserfahrt trieben zwei Elektromotoren das Boot zu einer Geschwindigkeit von 7,6 Knoten (= 14,1 km/h) an. Die Bewaffnung bestand bis 1944 aus einer 8,8-cm-Kanone und einer 2,0-cm-Flak an Deck sowie vier Bugtorpedorohren und einem Hecktorpedorohr. Üblicherweise führte ein VII C-Boot 14 Torpedos mit sich. U 632 wurde am 4. September 1941 bei Blohm und Voss auf Kiel gelegt und lief am 27. Mai 1942 vom Stapel. Das Wappen des Bootes stellte einen Säge- oder Schwertfisch dar, der ein Schiff attackiert.

## Einsatz und Geschichte
Von Indienststellung bis zum 31. Dezember 1942 gehörte U 632 zur 5. U-Boot Flottille in Kiel und unternahm Ausbildungsfahrten in der Ostsee zum Training der Besatzung. Ab dem 1. Januar 1943 war das Boot der 1. U-Flottille unterstellt, die in Brest stationiert war. Dieser Flottille gehörte U 632 bis zu seiner Versenkung an. Das Boot war im Verlauf seiner Dienstzeit mehreren U-Bootgruppen zugeteilt, die nach den Maßgaben der von Karl Dönitz entwickelten Rudeltaktik Jagd auf alliierte Geleitzüge machten.

### FalkeundLandsknecht
Am 29. Dezember 1942 lief Kommandant Karpf mit U 632 zu seiner ersten Feindfahrt mit diesem Boot aus der Marinebasis von Marvika bei Kristiansand aus. Das Boot war der U-Bootgruppe Falke zugeteilt, die südlich von Grönland nach alliierten Geleitzügen suchte. Am 9. Januar entdeckte Karpf einen Konvoi und führte durch Peilzeichen weitere deutsche U-Boote heran, bevor er am folgenden Tag zum Angriff überging. Kommandant Karpf meldete am 10. Januar die Versenkung eines Schiffes mit geschätzten 15.000 BRT, die allerdings nicht bestätigt werden konnte. Am 15. Januar wurde das Boot von einer sogenannten „Flying fortress“, einem schweren Bomber der 206. Squadron der Royal Air Force, entdeckt und angegriffen. Es gelang Kommandant Karpf, mit U 632 ohne Beschädigungen zu entkommen. Das Boot befand sich bereits auf der Fahrt zum neuen Stützpunkt Brest an der nordfranzösischen Atlantikküste, als sich eine weitere Gelegenheit für einen Angriff ergab. Am 22. Januar war die U-Bootgruppe Falke aufgelöst worden. Ein Teil der Gruppe, der aus Booten bestand, die noch ausreichend Brennstoff für weitere Aktionen hatten, bildete die U-Bootgruppe Haudegen. U 632 war nun hingegen der Gruppe Landsknecht zugeteilt, die aus ehemaligen Falke-Booten gebildet worden war, deren Brennstoff nicht mehr lange ausreichen würde, und die daher bald gezwungen waren, zu ihren Stützpunkten zurückzukehren. Max Teichert, Kommandant von U 456, einem dieser Landsknecht-Boote, hatte im Mittelatlantik einen großen Geleitzug aufgespürt, der sich mit 58 Schiffen auf dem Weg von Nordamerika nach Großbritannien befand. Kommandant Karpf versenkte einen Nachzügler dieses Geleitzugs.
- 3. Februar 1943   britischer Tanker Cordelia mit 8.190 BRT durch Torpedo versenkt

U 632 erreichte den neuen Stützpunkt Brest am 14. Februar 1943.

### SeeteufelundLöwenherz
Mitte März des Jahres 1943 ermittelte der B-Dienst Erkenntnisse über einen Geleitzug, der von Nordamerika aus im letzten Drittel des Monats Island südlich passieren sollte. Die U-Bootführung stellte eine U-Bootgruppe namens Seeteufel zusammen, die ab dem 21. März in diesem Seegebiet patrouillierte. Dieser U-Bootgruppe wurde auch U 632 zugeteilt, das am 15. März von Brest aus zu seiner zweiten Unternehmung ausgelaufen war. Obwohl dieses Seegebiet in den nächsten Tagen von mehreren Konvois passiert wurde, gelang nur einem der hier eingesetzten 34 deutschen U-Boote eine Versenkung. Am 28. März entwickelte sich der Sturm, der in diesem Seegebiet tobte, zu einem Orkan. Bei der U-Bootführung gingen nur noch fragmentarische Meldungen der eingesetzten Boote ein, die zudem zum Teil wenig Aussagekraft hatten. U 632 meldete beispielsweise einen „Tanker mit Luftsicherung“. Ende März brach die U-Bootführung die Operation ab. U 632 wurde mit zwölf weiteren Booten zur U-Bootgruppe Löwenherz zusammengefasst und südöstlich von Grönland postiert. Als U 530 am 4. April einen Konvoi meldete, entwickelte sich in diesem Seegebiet eine mehrtägige Geleitzugschlacht. HX 231 hatte Nordamerika am 25. März verlassen und war mit 61 Schiffen auf dem Weg nach Großbritannien. Der Geleitschutz bestand aus einem Zerstörer, einer Fregatte und vier Korvetten. In der Nacht zum 5. April gelang es drei deutschen U-Booten, die Geleitsicherung zu durchdringen und je ein Schiff zu versenken. Am nächsten Tag wurde der Geleitschutz durch Flugsicherung verstärkt, und nur einem U-Boot gelang eine weitere Versenkung. U 632 hatte sich während des Gefechts hinter dem Geleitzug positioniert. In der Nacht zum 6. April gelang Kommandant Karpf die Versenkung eines Nachzüglers.
- 6. April 1943  niederländischer Frachter Blitar mit 7.065 BRT versenkt

## Versenkung
Am Nachmittag des 6. April meldete Kommandant Karpf einen Torpedotreffer bei einem Zerstörer erzielt zu haben. Er hatte auf die Korvette Alisma, gezielt, diese aber verfehlt. Das aufgetaucht fahrende U 632 wurde anschließend von einem Liberator-Bomber entdeckt und angegriffen. Das britische Flugzeug flog zwei Angriffe auf das abtauchende Boot und warf insgesamt fünf Wasserbomben. An der Stelle, wo U 632 getaucht war, schwamm kurz darauf ein großer Ölteppich auf.